# Großer Weidenprachtkäfer
Der Große Weidenprachtkäfer (Ovalisia dives oder Scintillatrix dives) ist ein Käfer aus der Familie der Prachtkäfer aus der Unterfamilie der Chrysochroinae aus der Gattung Ovalisia.

## Beschreibung
Die Käfer sind 10 bis 15 Millimeter lang. Der Körper ist an der Oberseite metallisch grün mit vielen blauen Punkten. An der Seite geht die Farbe von goldgrün in rot über. 

## Vorkommen
Der Käfer lebt an Waldrändern mit Weidengebüschen. Er ist in den Südalpen häufig, in Süddeutschland selten.

## Lebensweise
Seine Larven entwickeln sich in dickeren Zweigen und Stämmen von Salweiden. Dies bewirkt knotige Anschwellungen an der Rinde. 